# Mjälloms Tunnbröd
Mjälloms Tunnbröd AB är ett tunnbrödsbageri  och startades 1923 av Rut Viberg i byn Mjällom på Höga kusten i Ångermanland. I dag ligger bageriet i Ullånger, några mil från Mjällom. Företagets produkter säljs i hela Sverige men även i Norge och Finland.